# Euchilopsis linearis
Genre
Espèce
Euchilopsis linearis est une espèce de plantes à fleurs dicotylédones de la famille des Fabaceae, sous-famille des Faboideae, originaire d'Australie. C'est l'unique espèce acceptée du genre Euchilopsis (genre monotypique).